# Болейн, Джордж, виконт Рочфорд
Джордж Болейн, виконт Рочфорд (англ. George Boleyn, Viscount Rochford; 1503 или 1504/1505 — 17 мая 1536) — английский дворянин, государственный деятель, дипломат и поэт при дворе Тюдоров. Брат королевы Анны Болейн, второй супруги короля Генриха VIII. Одна из влиятельных фигур английской политики 1530-х годов.

## Биография
Джордж Болейн был единственным выжившим сыном сэра Томаса Болейна (впоследствии графа Ормонда и Уилтшира) и леди Элизабет Говард. Отец Джорджа был потомком мелких землевладельцев из Норфолка, достигших высокого статуса и наживших состояние, благодаря коммерческой деятельности и выгодным брачным союзам. Сам сэр Томас был придворным, начавшим карьеру ещё при Генрихе VII, а затем успешно продолжившем её при его сыне, Генрихе VIII. Леди Элизабет происходила из старинного и влиятельного рода Говардов; её отец, 2-й герцог Норфолк, и брат, граф Суррей (позднее — 3-й герцог Норфолк), занимали высшие должности при королевском дворе. Их положение в значительной степени способствовало продвижению Болейнов по карьерной лестнице.
Родители Джорджа поженились приблизительно в 1498—1499 годах. На момент рождения их детей, Болейны были весьма уважаемым семейством, связанным родственными узами со многими аристократическими домами Англии; кроме того, сэр Томас был наследником внушительного состояния и обширных земельных владений. Порядок рождения детей Болейнов равно как и точные даты их рождения установить сложно, однако скорее всего первым ребёнком была Мэри, родившаяся примерно через год после свадьбы, затем Анна, а потом сыновья Генри и Томас, получившие свои имена в соответствии с традицией в честь короля и отца, но умершие в младенчестве. Большинство исследователей придерживаются мнения, что Джордж был самым младшим ребёнком и родился приблизительно в 1504 или 1505 году. Джордж, его братья и две его сестры, вероятно, родились в Норфолке, в фамильном особняке Болейнов, Бликлинг-холле. Однако большую часть своего детства они провели в другом доме, замке Хивер в Кенте, который стал их основной резиденцией в 1505 году, когда сэр Томас переехал туда вместе с семьёй, унаследовав собственность своего отца, сэра Уильяма Болейна.
Точная дата неизвестна, но установлено, что около 1525 года Джордж Болейн женился на леди Джейн Паркер, дочери Генри Паркера, 10-го барона Морли. Неизвестно был ли их брак счастливым, но в различных источниках содержится информация о внебрачных связях Болейна.
Известно, что с возраста 18 лет он часто проводил время в компании короля Генриха VIII. Болейн в составе свиты короля выезжал с ним на охоту, вместе они устраивали попойки и играли в азартные игры. Известно, что король проигрывал ему огромнейшие суммы, впрочем, и сам Джордж Болейн проигрывал королю не меньшие. Азартные игры были одним из главных развлечений аристократии того времени. На 20-летие Болейна король пожаловал ему имение.
В январе 1526 года Джордж Болейн был назначен главным королевским виночерпием, тогда же ему было назначено дополнительное содержание для него и его жены 20 фунтов стерлингов в год.
После своего возвращения в Англию в 1519 году сестра Джорджа Мария Болейн стала любовницей короля Генриха VIII. Точно неизвестно, когда начались их отношения и как долго продолжались, но в 1526 году король обратил своё внимание на другую сестру Джорджа, Анну Болейн. Король выразил желание жениться на своей новой фаворитке. Джордж Болейн прилагал активные усилия для развода короля и женитьбы на его сестре.
В 1529 году Джордж Болейн получил титул виконта Рочфорда и был назначен дипломатом во Францию. Болейн быстро наладил доверительные отношения с королём Франции. В общей сложности Болейн побывал в шести английских посольствах во Франции. Одной из главных задач было склонение Франции на сторону короля Англии в его конфликте с Папой Римским относительно развода с Екатериной Арагонской. В результате именно Джордж Болейн, прибывший в очередной раз из Франции, сообщил королю неприятную новость о его отлучении от Церкви.
Джордж Болейн наряду со своей дипломатической карьерой был блестящим парламентарием. В парламенте он способствовал принятию Акта о супрематии, оформившего окончательный разрыв с Папством и провозгласившим короля главой церкви. Чем, впрочем, заполучил немало врагов среди знати, остававшейся верной католической церкви.
В июне 1534 года Джордж Болейн был назначен на пост лорда-хранителя Пяти портов, а также констеблем Дуврского замка. Это были одни из самых высоких постов в королевстве, эти назначения стали вершиной карьеры Джорджа Болейна. К тому времени у Болейна возник серьёзный конфликт с Томасом Кромвелем.

## Падение
В 1536 году у Анны Болейн произошёл выкидыш; неродившийся ребёнок был мужского пола. Король, который аннулировал брак с первой супругой, не сумевшей обеспечить его наследником мужского пола, был в бешенстве от того, что и вторая его жена не смогла родить ему сына. К этому времени Генрих VIII увлёкся фрейлиной Джейн Сеймур. Чтобы избавиться от надоевшей супруги, король вместе со своим советником Томасом Кромвелем разработали план, по которому Анну Болейн обвинили в супружеской измене с пятью мужчинами, в том числе в обвинениях содержался пункт об инцесте с братом Джорджем. Джорджу Болейну было предъявлено обвинение в кровосмесительной связи с сестрой, а также заговоре с целью убийства короля.
На ежегодном собрании рыцарей ордена Подвязки, состоявшемся 23 апреля в Гринвиче, король вместе с Норфолком, Уилтширом, Ричмондом и другими членами ордена принимали решение об избрании нового рыцаря. Из предложенных кандидатов, в числе которых был Джордж Болейн, Генрих предпочёл выбрать сэра Николаса Кэрью, своего давнего друга и верного союзника братьев Сеймуров и их сестры Джейн.
2 мая после первомайского рыцарского турнира Джордж и Анна Болейн были арестованы. Четверо придворных, сэр Генри Норрис, сэр Фрэнсис Уэстон, сэр Уильям Брертон и Марк Смитон, в связи с которыми обвинялась Анна, были также арестованы. Суд над ними состоялся 12 мая, и никто из них, кроме Марка Смитона, виновными себя не признал. Смитон вероятно признался под пытками и эмоциональным давлением. Несмотря на отсутствие сколь-либо значимых доказательств, суд счёл их виновными. Томас Говард, герцог Норфолк, дядя Анны Болейн, заседал в жюри и также признал их виновными, фактически признав вину в измене королю и за Анной. По результатам этого суда судьба Анны Болейн была предрешена, её также признали виновной в инцесте, связи с пятью мужчинами и заговоре с целью убийства короля. План судебных заседаний был специально составлен таким образом, что более сложные дела шли за простыми, осудить дворян присяжным было намного легче, чем королеву, тем более, Джорджа Болейна, который был прекрасным дипломатом и юристом и обладал отличным красноречием. Посему суд над Джорджем по плану состоялся после осуждения Анны по обвинению в инцесте, таким образом он также был признан виновным в кровосмешении. Тем не менее, присутствовавшие на суде отмечали отлично выстроенную защиту Джорджа Болейна, многие из них посчитали что он будет оправдан. Не было никаких доказательств сексуальной связи между братом и сестрой, присутствовавший на суде Эсташ Шапюи утверждал, что обвинения были построены лишь на предположении.
В результате Джордж Болейн и остальные четверо обвиняемых были приговорены к повешению, потрошению и четвертованию, позже по «милости» короля приговор был заменён на обезглавливание. Утром 17 мая 1536 года Джордж Болейн и остальные четверо осуждённых были казнены в Тауэр-Хилл. Анна Болейн была обезглавлена через два дня.

## В культуре
Джордж Болейн стал персонажем романов Хилари Мэнтел «Вулфхолл» (2010) и «Введите обвиняемых» (2012), а также снятого по их мотивам мини-сериала.